# Dynamos FC (Bahamas)
Dynamos FC ist ein Fußballverein auf den Bahamas. Der Verein spielt in der Saison 2020 in der BFA Senior League, der höchsten Spielklasse des Fußballverbands der Bahamas. 2019 konnte der Verein erstmals die nationale Meisterschaft gewinnen.